# Trichaeta boguimil
Trichaeta boguimil là một loài bướm đêm thuộc phân họ Arctiinae, họ Erebidae.